# Silvi Vrait
Silvi Vrait (née le 28 avril 1951 à Kehra, morte le 28 juin 2013 à Tallinn) est une chanteuse estonienne.

## Biographie
Silvi Vrait est la fille d'Einar « Edward » Wright, un Américain d'origine finlandaise né au Minnesota, et de sa femme estonienne Senta Schönberg. Elle a une demi-sœur, Pille, de cinq ans son aînée.
Vrait a un diplôme de piano du conservatoire de Kehra en 1968. En 1974, elle a une licence en philologie anglaise de l'université de Tartu. À partir de 1994, elle enseigne l'anglais au lycée français de Tallinn. Vrait soutient des chanteurs à l'école de musique Georg Ots à Tallinn.
Silvi Vrait apparaît pour la première fois sur scène en 1972 dans une émission de télévision. Elle est membre de plusieurs ensembles musicaux pop et rock, dont Viker 5, Suuk, Initsiaal et en 1975, elle rejoint le groupe populaire Fix. De 1976 à 1983, elle est active au théâtre de Vanemuine à Tartu. Son style varie du jazz à la country et du rock à la folk. À la fin des années 1980, elle est une figure importante de la lutte pacifique estonienne pour la restauration de l'indépendance, la révolution chantante, avec au moins deux enregistrements, Väikene rahvas, väikene maa (Petite nation, petit pays) et Ei ole üksi ükski maa (Aucune terre n'est seule).
Elle apparaît dans des comédies musicales et des opéras, tels que Porgy and Bess (Bess, 1985), Zorba le Grec (Leader, 2000), Cabaret (Fräulein Schneider, 2012), Gypsy (Rose, 2001), Le Roi et moi (Lady Thiang, 1998) , Chicago (Mama Morton, 2004) et La Mélodie du bonheur (la mère abbesse, 2003, reprise en 2010).
Après avoir remporté un concours, Silvi Vrait est la représentante de l'Estonie au Concours Eurovision de la chanson 1994 ; il s'agit de la première participation du pays au Concours après une présélection malchanceuse en 1993. La chanson Nagu merelaine finit à la 24e et avant-dernière place sur vingt-cinq participants.
En avril 2013, Silvi Vrait est hospitalisée pour une tumeur au cerveau et meurt le 28 juin de l'année, à l'âge de 62 ans. Elle laisse un fils, Silver Vrait.